# VMV-11
Le bateau à moteur de patrouille VMV-11 (en finnois : Vartiomoottorivene 11) était un patrouilleur des Gardes-frontières finlandais mis en service en 1935 de VMV-class patrol boat (en) utilisée par la Forces maritimes finlandaises durant la Seconde Guerre mondiale.
Aujourd'hui, le VMV-11 est un navire musée du Musée maritime de Finlande à Kotka.

## Historique

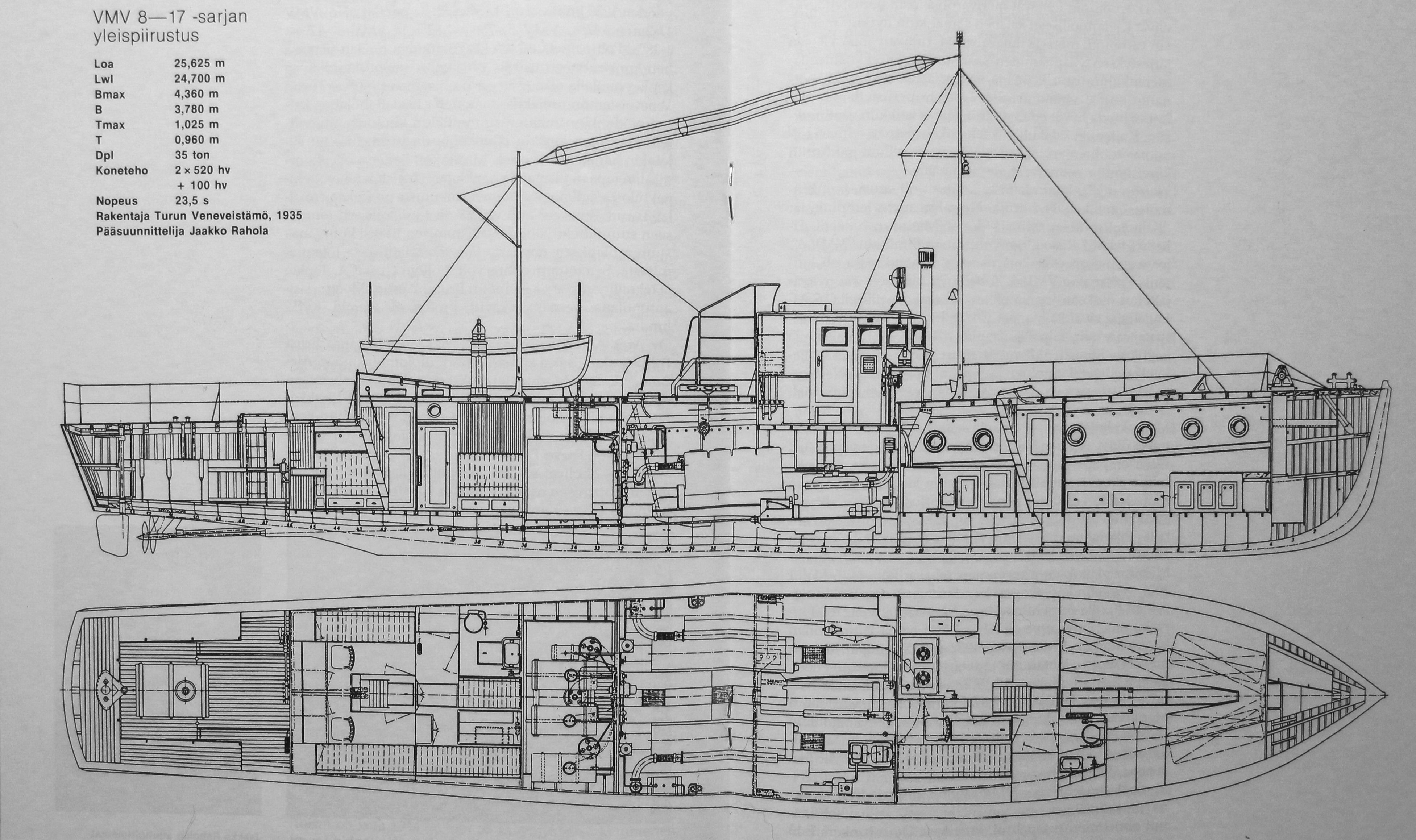
Schéma du VMV

Le 9 janvier 1934, le Parlement finlandais alloua 20 millions de FIM au gouvernement pour l'achat de bateaux de patrouille à moteur tandis que la contrebande d'alcool se poursuivait dans le golfe de Finlande. Le ministère de l'Intérieur a commandé dix bateaux à moteur de patrouille (VMV 8–17) au chantier naval de Turku. Les bateaux  étaient à ossature de bois et armé d'un canon à action rapide de 20 millimètres. Les bateaux de patrouille sont entrés en service en même temps le 30 juin 1935.

## Service
Pendant les guerres de 1939–1941, le navire servit dans la flotte de torpilleurs à moteur et en 1942–1944 dans la 2e flotte de patrouilleurs à moteur .
Le navire a été reconstruit après la guerre et en 1955, il a reçu un radar . Dans les années 1960, les ponts et les parties en laiton du navire étaient peints en gris. Le navire a été amarré à Suomenlinna en 1969 pour attendre son transfert au musée.

## Préservation
Aujourd'hui, le navire est restauré et se trouve au Centre maritime de Vellamo (Merikeskus Vellamo ) à Kotka et il est exposé dans le  musée de la Garde côtière (Merivartiomuseo) . C'est probablement le seul navire survivant de sa série.
au public au poste d'amarrage des nouveaux locaux du Musée maritime finlandais, le Centre maritime de Vellamo (Merikeskus Vellamo ).

## Galerie

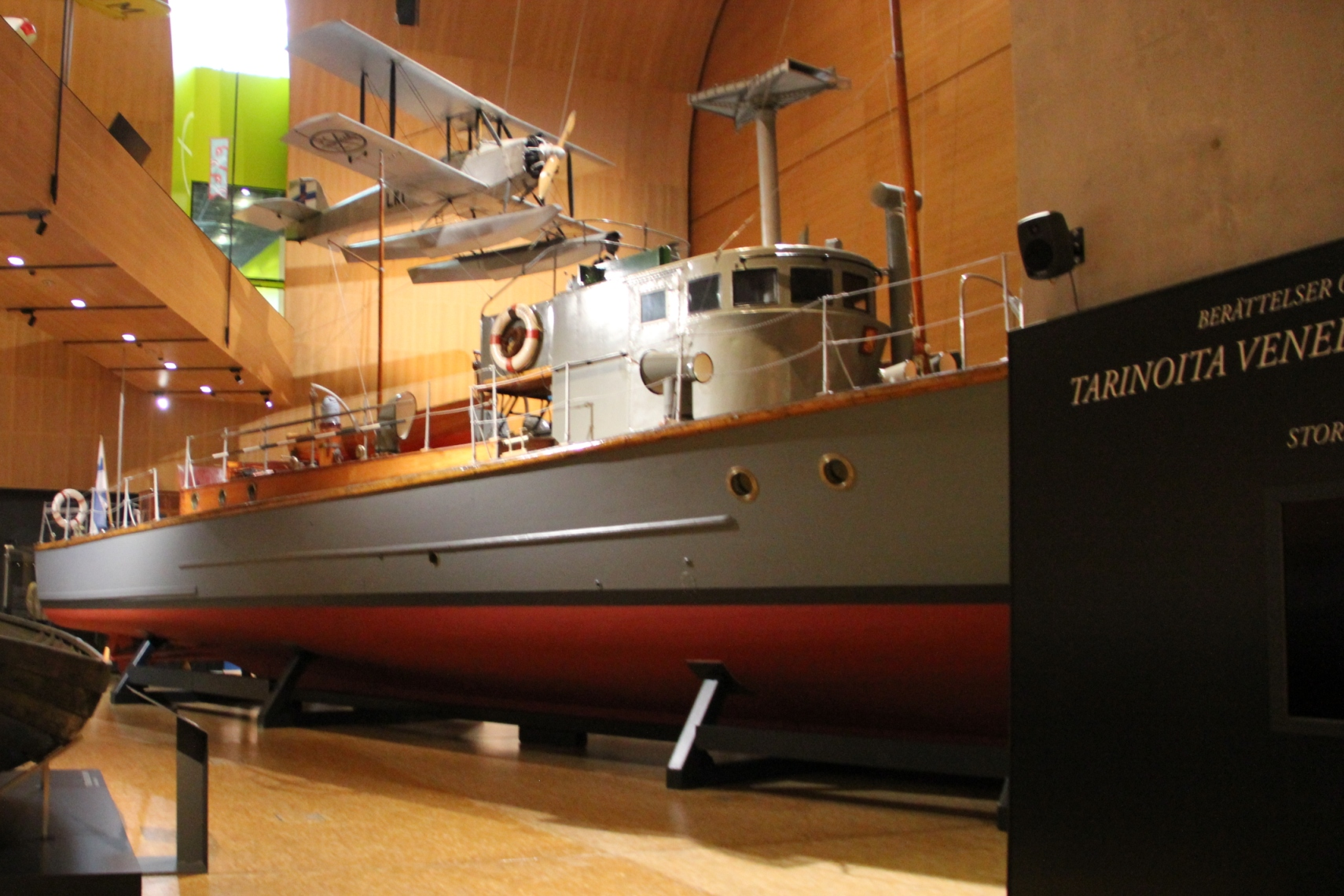
VMV-11  au musée de la Garde-côtière
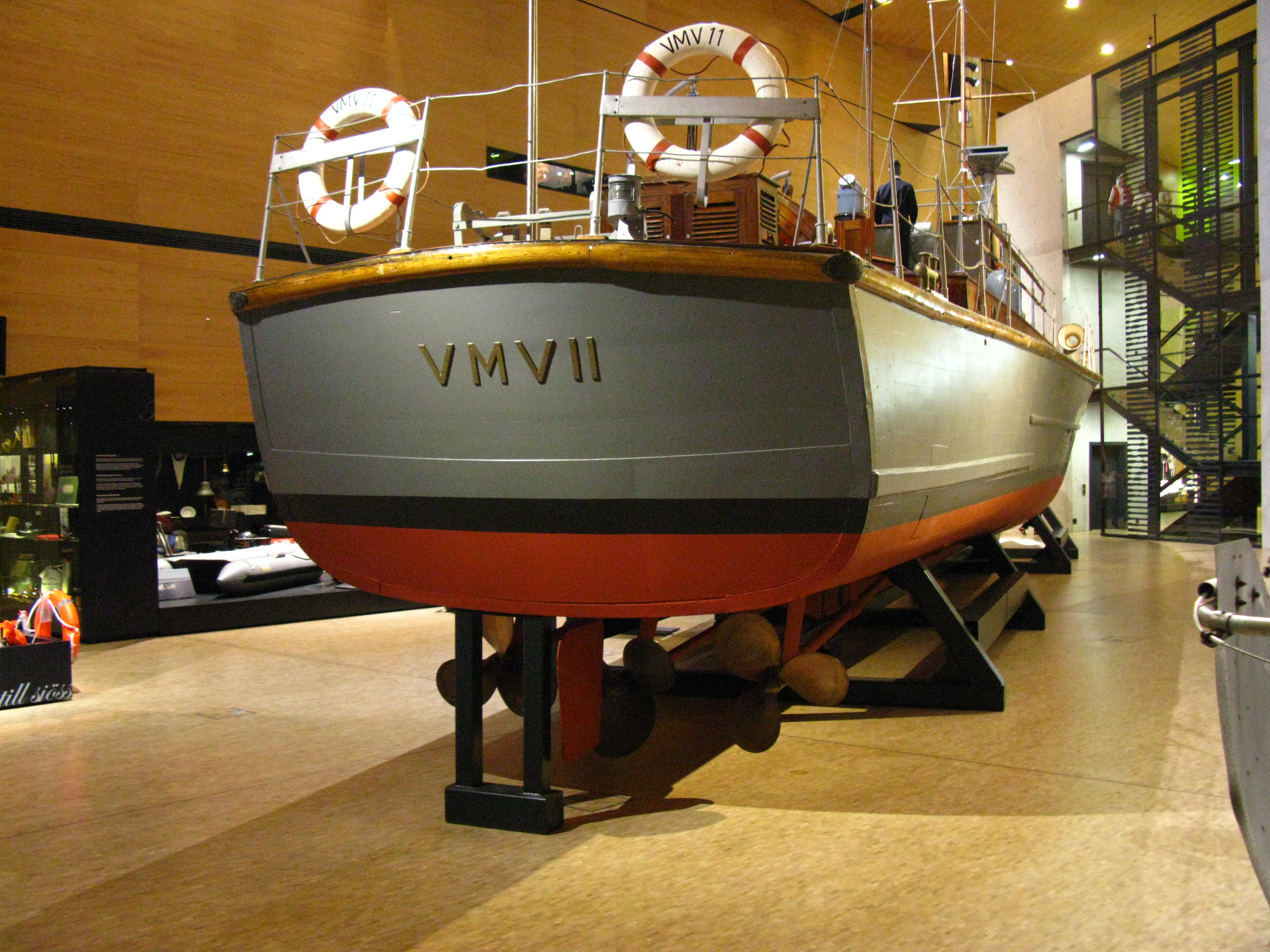
VMV-11 au musée de la Garde-côtière